# Formica nevadensis
Formica nevadensis es una especie de hormiga del género Formica, familia Formicidae. Fue descrita científicamente por Wheeler en 1904.
Se distribuye por los Estados Unidos. Se ha encontrado a elevaciones de hasta 2660 metros. Vive en microhábitats como rocas, piedras, nidos, madera muerta, sobre el estiércol de vaca y forraje.